# Mathis Bolly
Mathis Gazoa Kippersund Bolly (* 14. November 1990 in Oslo, Norwegen) ist ein ivorisch-norwegischer Fußballspieler.

## Karriere

### Vereine
Geboren und aufgewachsen in Norwegen, spielte der Sohn eines ivorischen Vaters und einer norwegischen Mutter für Lyn Oslo, Oppsal IL und bei Holmlia SK, bevor er in die Jugend von Lillestrøm SK wechselte, deren Profikader er ab 2008 angehörte. Von 2008 bis 2012 bestritt er insgesamt 60 Spiele in der Tippeligaen, der höchsten norwegischen Spielklasse. Er spielte auch im NM-Cup.
Im Januar 2013 unterschrieb er beim deutschen Bundesligisten Fortuna Düsseldorf einen bis 2016 laufenden Vertrag. Die Ablösesumme betrug 500.000 Euro. Nach seiner ersten Saison stieg er mit der Mannschaft aus der Bundesliga ab. In dreieinhalb Jahren spielte er in 50 Ligaspielen für die Fortuna und erzielte dabei sechs Tore.
Im Juni 2016 verpflichte ihn die SpVgg Greuther Fürth mit einem Zweijahresvertrag. Bollys Zeit bei Greuther Fürth wurde durch anhaltende Verletzungsprobleme geprägt. Nachdem er verletzungsbedingt bereits einen Großteil der Hinrunde 2016/17 verpasst hatte und im Saisonverlauf zu 16 Ligaeinsätzen (1 Tor) gekommen war, wirkte er wegen muskulärer Probleme auch die gesamte Hinrunde 2017/18 nicht mit. Anfang 2018 brach er sich im Wintertrainingslager das Wadenbein und zog sich zudem Verletzungen am Syndesmose- und Innenband zu, sodass er auch die gesamte Rückrunde ausfiel. Sein Vertrag endete im Sommer 2018.
Im Februar 2019 schloss er sich dem norwegischen Erstligisten Molde FK an. Nach Vertragsende war er zunächst vereinslos, ehe er sich im September 2023 Lillestrøm SK anschloss.

### Nationalmannschaft
2009 bestritt Bolly drei Spiele für die norwegische U-19-Nationalmannschaft. Im Oktober 2012 stand er im Kader der U-21-Nationalmannschaft, kam jedoch nicht zum Einsatz.
Im Mai 2013 wurde Bolly für zwei Spiele in der Qualifikation zur Weltmeisterschaft 2014 im folgenden Monat erstmals für die Nationalmannschaft der Elfenbeinküste nominiert. Am 7. Juni 2013 gab er sein Debüt gegen Gambia. Bolly zählte zum Kader der Elfenbeinküste für die Fußball-WM 2014 und war damit zugleich zusammen mit Ben Halloran (Australien) und Stelios Malezas (Griechenland) der erste Spieler von Fortuna Düsseldorf seit 1978, der an einer Weltmeisterschaft teilnahm, er wurde dort im Vorrundenspiel der Gruppe C gegen Kolumbien in der 73. Minute eingewechselt.